# 國井弘樹
國井 弘樹 （くにい ひろき）は日本の検察官、外交官。
大阪地方検察庁特別捜査部勤務の際、障害者郵便制度悪用事件の捜査において、村木厚子や関係者らを取り調べた際に書いたメモを破棄したとして、林谷浩二、遠藤裕介、樋渡利秋（検事総長)、伊藤鉄男（次長検事）、鈴木和宏(最高検刑事部長) 、中尾巧（大阪高検検事長）、太田茂（大阪高検次席検事）らとともに三井環から偽証及び証拠隠滅の罪で告発された が、不起訴となった。また同事件では主任検事であった前田恒彦から証拠改ざんを打ち明けられたにも関わらず、これを放置したとして法務大臣から同年10月に減給1ヶ月、100分の10、さらに同事件の捜査において容疑者を取り調べた際に、机を数回たたくなどしたが、当時の特捜部副部長らの聞き取り調査で、その事実を報告しなかったなどとして、同年12月には戒告 と2度の懲戒処分を受けた。またこの件では、国民からの申し立てを受け、検察官適格審査会の随時審査にかけられたが、不適格とは認められないと議決されたため、不罷免の決定となった。
事件後は、2010年11月、法務省法務総合研究所国際協力部教官に異動し、独立行政法人国際協力機構長期派遣専門家としてミャンマー連邦共和国連邦法務長官府チーフリーガルアドバイザーを務めたのち、2016年5月から、福岡地方検察庁検事。福岡高等検察庁検事を経て、2017年9月から、再び法務省法務総合研究所教官。2018年外務省在ミャンマー日本国大使館一等書記官。

## 障害者郵便制度悪用事件
- 障害者郵便制度悪用事件の捜査に従事した際、村木厚子や部下の係長らの取調べを担当した。同事件の公判では、大阪地方検察庁特捜部の検察官らが取り調べた証人の多くが村木の関与を認めた検察官面前調書（以下「調書」という。）の内容を否定した[11]。このため、弁護側は調書の信用性の有無を判断するカギであるとして、検察官が作成した取り調べメモの開示を求めたものの、裁判に出廷した検察官全員がメモは調書を完成した後に廃棄したと主張したため、弁護側は、調書の証拠能力を争っていた。なお、國井が作成した村木の部下の係長の調書は、裁判所から証拠として採用されなかった[12]。

### 村木厚子の取り調べ
- 報道によれば、國井は、遠藤裕介に替わって村木厚子を取り調べたが[13]、村木の話を一切聞かず、自身の考える事件のストーリーを延々と説明し、調書を作成するために口述をはじめたとされる[13]。國井は、その調書をプリントアウトもせずに「これに署名しますか」と迫ったとされ[13][14]、村木が、「まったく私が話していない内容だし、私の責任について何とでも読める。いやらしく感じる」と断ると、その文章を消去したとされる[13]。
- 國井は、連日拘置所に村木を訪問し、「僕はあなたのことが心配だから来てるんですよ。否認を続けると裁判で厳しいことになるから」[13][14]、「執行猶予がつけば大した罪ではない」[13][14]、「昔、担当した事件で、非常に有力な証拠を握っていながら、取り調べのときには明かさず、裁判でその証拠をつきつけて、有罪にしたことがあるんですよ」[14][15]と恫喝して、自白を強要したとされる。
- 同じ拘置所内に死刑判決を受けていた林真須美が拘置されていたため、國井は、和歌山毒物カレー事件を例にだし、村木に、「あの事件だって、本当に彼女がやったのか、実際のところは分からないですよね」といい、冤罪でも有罪となって、重い罪となることを暗示して、自白を強要した[14]。
- 村木によれば、國井は、「真実は誰にも分らない。だから、いろいろな人の話を重ねていって、一番色が濃く重なり合うところを真実だとするしかない」と発言し、これを聞いた村木は、「本当の真実かどうかは、自分たちにとって重要ではないと告白している。こういう感覚で人を罪に問う仕事に就くのはとても危険と感じた」と述懐している[14]。

### 取り調べメモの廃棄
- 障害者郵便制度悪用事件の裁判では、弁護側が、村木厚子の関与を認めた関係者の調書の証拠能力を争い、検察官が作成した取り調べメモの開示を求めたものの、裁判に出廷した検察官全員がメモは調書を完成した後に廃棄したと主張したため、その取扱いが問題とされた。國井は、障害者郵便制度悪用事件における村木の第15回公判（2010年3月24日）において、取り調べ時に作成したメモをシュレッダーにかけたと証言した[16]。
- 取り調べメモについては、最高裁判所が2007年12月、警察官の備忘録について「個人的メモの域を超えた公文書」として証拠開示の対象になるとの判断を示したため、最高検察庁は2008年7月及び10月に、同庁刑事部長名で取り調べメモの取り扱いについて各地検に通知し、取り調べ状況が将来争いになる可能性があると捜査担当検事が判断した場合は、取り調べメモを公判担当検事に引き継ぐことや、公判担当検事は取り調べメモを一定期間保管することを求めていたため、取り調べメモの廃棄は最高検察庁の通知に反するものだったと報道された[17]。
- その一方で、最高検察庁が全国の高等検察庁及び地方検察庁に対し「必要性の乏しいものを安易に保管しておくことで開示を巡る無用の問題が生じかねない」、「取調べメモは、そこに記載された供述内容等について、供述調書や捜査報告書が作成されれば、不要となるものであり」、「捜査の秘密の保持や関係者の名誉及びプライバシー保護の観点から、安易に保管を継続することなく廃棄すべきものである。」とする連絡文書を、その通知の補足説明として発していたことも明らかとなった[18]。
- 最高検察庁が作成したこの事件の問題点に関する報告書である「いわゆる厚労省元局長無罪事件における捜査・公判活動等の問題点等について（公表版）」の35ページには「各検察官が取調べメモを廃棄したことは、それぞれ保管の必要がないものと判断して行われたものであり、通知の趣旨に反するものとは認められない」と記載されている[3] 一方、36ページには「例えば、Cの被疑者ノートのように日々の取調べの状況が具体的に記載された資料が存在し、Cが公判廷においてそれに沿った供述をしたのに対し、検察官の証言に関する客観的な資料が存在しないという状況において、Cの証言が排斥されないという判断がなされたことは、取調べメモの不存在が影響した可能性は否定できない」としている[3]。

### 國井の公判での証言
- 2010年3月24日に行われた村木の第15回公判における國井の証言の要旨
  - 検察側に「被告人のメモはどうしたか」と尋ねられ、「シュレッダーにかけた」と述べた[16]。
  - また検察側に「後々、公判で取り調べ状況が問題になることが予想されていたのになぜか」と尋ねられ、「メモはあくまで供述内容の概略のみで、詳細ではない」と述べた[16]。
  - 被告人のひとりの取り調べの際、「足を組みながら体を斜めにしていた。質問に『分からない』などと答え、真摯な態度には見えなかったので、『私も真剣に聞いているのだから、あなたも真剣に答えてください』と怒った。大きな声で机を２、３回たたいた。」と述べた[16]。
  - 國井は「脅迫や利益誘導をしたことは」との問いかけに。「一度もない。『体調が悪ければ取り調べをやめますよ』と言うと、『房に帰ると寂しいので取り調べてください』と逆に頼まれた」と述べた[16]。
  - また國井は「前任係長の供述をもう一度聞かせてほしいと頼まれたので朗読すると、『ちくしょう！』と叫び、机に突っ伏して泣き出した」と述べた[16]。その後、「あなたは今回の件で懲戒免職になるから組織を守っても仕方がない。話してくれませんかと聞いたら、顔を上げて『分かりました。認めます』と話した。誰に偽造の指示を受けたのかと聞くと、『村木です』と答え、石井一のことを聞くと『前任係長から石井一もかかわっていると聞きました』と話した」と述べた[16]。
  - また検察側に「村木の逮捕を聞いたときその被告はどんな反応だったか」と尋ねられ、「『私の供述だけで逮捕になったのか、話が大きくなってしまって怖い。村木まで逮捕してもらいたいとは思っていませんでした』と号泣した。翌日の取り調べでも私をにらむなど興奮していたので落ち着かせた」と述べた[16]。
- 2010年3月29日に行われた村木の第16回公判における國井の証言の要旨
  - 検察側から取り調べメモ破棄の理由を聞かれ「私はメモをとるために取調べをしてるのじゃない。メモは全て調書に反映してるので、破棄に問題はない」と述べた[19]。
  - 弁護側から、別件逮捕や勾留延長があるかのように迫り「村木主犯説」を供述させた取調べ手法に対し「それは脅しではないか」と尋問したところ、國井は「真実を話すことを渋るので楽にしてあげようと思った。色々やってるのに、この事件だけ隠しても意味ないことを伝えただけ」と述べた[19]。
  - 裁判長が、メモ破棄に関して「被告人が公判で（証言を）ひっくり返すという危惧は」と尋ねたのに対し、國井は「はい、ありました」と答えた。裁判長は「すると調書との食い違いが出ますね 。裏付けをとっておこうとは思わなかった」と國井に問うと「メモや被疑者ノートと調書では重みが違います。調書は署名し指印を押してある。メモはとっておく必要は無いと思っています」と、言い張った[19]。
  - さらに裁判長が「検察事務官は、たとえば被告人が泣き出したとか記録はとっているか」と問うたのに対し、國井は「何もメモしてないと思います。そんなこと書かないですね。」と答えた[19]。
  - 裁判長の「こういう時は保釈が難しいといった話は」との問いに対し、國井は「ふだん刑事事件をやってるので、いくつか事例を一般論で言いました。」と答えた[19]。
  - 裁判長の「あなたが紙に相関図を書いたと、被疑者ノートにありますが」との問いに対し、國井は「氏名と矢印を書いた記憶がありますが。あれは彼のほうから、供述の概要を教えて欲しい、弁護人と相談させて、と言われたので、分かりやすくなればと思って書いたのです」と答えた[19]。

### その他
- 村木厚子によれば、國井は非常に思いこみが強く、政治家は平気で悪いことをし、そういう政治家が紹介してくるものはろくな団体ではない。役所の職員は政治家から依頼されればどんな違法なことでもすると信じ込んでいる。また、厚生労働省内のキャリアとノンキャリアについて独自の構図を持っており、ノンキャリアはキャリアから無理な仕事や、汚い仕事を押し付けられひどい目に合っているというイメージを強固に持っていた。この点については障害者郵便制度悪用事件を担当した裁判官も不思議に感じたらしく、「どうしてキャリアとノンキャリアの関係が、上村被告が証明書を偽造する動機になるのですか」と尋ねた際、國井は「事件の背景として、ノンキャリアが嫌な仕事をさせられてきた」と説明したが、「具体的には？」と質されると答えることはできなかったという[14]。

## 大阪地検特捜部主任検事証拠改ざん事件
この事件の公判で國井は証人として出廷した。大阪地検特捜部勤務の際、前田恒彦からフロッピーディスクのデータ改ざんを打ち明けられた國井は、その事実を知った半年後の2010年1月30日に、当時の特捜部副部長・佐賀元明に報告したと2011年9月27日の公判で証言した。また同年10月5日の公判では、2010年2月1日に当時の特捜部長大坪弘道に呼ばれ「どうして報告しなかったのかと叱責された」と証言した。また、2010年2月2日には「これはもみ消しではなく危機管理だ。この件はミステークで行くからな」と大坪が指示したと証言した。

## 暴力団組長の取り調べ
2007年8月、さいたま地検熊谷支部で、拘置中の暴力団組長の取り調べを行った際、被疑者に指名手配中の組員に電話をかけることを許可。被疑者は隠してあった拳銃を移し替え、その上で出頭するよう指示した。東京高検とさいたま地検は内部調査に着手したものの違法行為はなかったと判断し、検事総長が口頭注意しただけで懲戒処分は行わなかった。

## 主な担当事件
障害者郵便制度悪用事件
大阪地検特捜部に勤務していた際に担当。
松橋事件
2016年、熊本地方裁判所が松橋事件の再審開始を決定したことに対して即時抗告の意見書を作成した。同事件は日本弁護士連合会が冤罪として再審請求を支援している。

## 主な著作
- 「日本の法整備支援活動の紹介：韓国法制処主催『第1回アジア立法関係専門家シンポジウム』にて」（法務総合研究所国際協力部）[24]
- 国際研修「日本・ミャンマー法制度比較共同研究：連邦法務長官・連邦議会(下院)法案委員長外招へい」（法務総合研究所国際協力部）[24]
- 国際研究「日本ミャンマー司法制度比較共同研究：連邦最高裁判所長官ほかミャンマー裁判官招へい」（法務総合研究所国際協力部）[24]
- 国際研究「ミャンマービジネスロー講演会2012 講演録の掲載について 」（法務総合研究所国際協力部）[24]
- 出張報告「ミャンマー現地調査報告：ミャンマー法曹界の実情」（法務総合研究所国際協力部）[24]
- 「海外の刑事政策と日本 米国における外国公務員贈賄罪をめぐる諸問題について」（罪と罰 ４５巻４号）[24]

## ミャンマーの法整備支援
法務総合研究所において、ミャンマーの法整備支援を担当しているとされる。